# 이지혁
이지혁(1992년 3월 13일 ~ )은 전 KBO 리그 롯데 자이언츠, NC 다이노스 야구 선수다.

## 출신 학교
- 이수초등학교
- 이수중학교
- 장충고등학교

## 등번호
- 42 (2011)
- 62 (2015~2016)